# Селія Россер
Селія Елізабет Россер (англ. Celia Rosser; нар. 1930) — австралійська ботанічна ілюстраторка, автор публікації The Banksias, тритомної серії монографій з ілюстраціями кожного виду Banksia.
Селія Елізабет Россер (Принс) почала малювати австралійські польові квіти на початку своєї художньої кар'єри. Вперше почала малювати «Banksia» після того, як побачила «Banksia serrata» біля свого дому в Орбост, Вікторія. Її перша виставка відбулася в галереї Leveson у Мельбурні у 1965 році, і включала три акварелі роду «Banksia». Через два роки вона опублікувала Wildflowers of Victoria.
У 1970 році Россер була призначена художником наукового факультету Університету Монаша. Вона проілюструвала «Солончакові рослини Південної Австралії» (The Saltmarsh Plants of Southern Australia) Пітера Бріджвотера та «Мохи Південної Австралії» (The Mosses of Southern Australia) Джорджа Скотта та Ілми Грейс Стоун. У 1974 році її призначили ботанічним художником університету, і вона розпочала проект малювання кожного виду «Banksia». Проект зайняв понад 25 років, і в результаті вийшла тритомна монографія під назвою «The Banksias» із супровідним текстом Алекса Джорджа. Публікація останнього тому в 2000 році стала першим випадком, коли такий великий рід був описаний повністю.
У 1997 році Селія Россер була нагороджена Лондонським Ліннеївським товариством за ботанічну ілюстрацію, а у 1995 році медаллю Ордена Австралії. У у 1981 році університет Монаша присвоїв їй почесний ступінь магістра наук та почесного доктора філософії у 1999 році.

## Спадщина
У березні 1978 року випадковий посів Banksia canei був зареєстрований як сорт Альфом Салкіним під назвою Banksia 'Celia Rosser' і Banksia canei 'Celia Rosser'.
У 2001 році Пітер Олд і Ніл Марріотт опублікували опис нового виду «Banksia» з посушливих чагарників Західної Австралії, назвавши його «Banksia rosserae» на честь Селії Россер.
З 2002 року Королівські ботанічні сади Мельбурна нагороджують «Медаллю Селії Россер за ботанічне мистецтво» видатних експонентів на їхній виставці «Мистецтво ботанічної ілюстрації».